# Imperial Service Order
Imperial Service Order ("Imperiska tjänsteorden") är en brittisk utmärkelse som grundades av Edvard VII i augusti 1902. Det fanns även en tjänstemedalj (engelska: Imperial Service Medal) som fungerade under orden.
Meriterade tjänstemän och präster kunde nomineras till orden vid pensionering för lång och framstående karriär. Kvinnorna kunde få utmärkelsen sedan 1908. Normalt beviljades orden efter åtminstone 25 års tjänst i Storbritannien eller 20,5 år tjänst i Indien. Väntetiden kunde förkortas till bara 16 år om mottagaren tjänstgjorde i särskilt utmanande omständigheter (t.ex. tropikerna). Inga nya nomineringar har gjorts sedan 1995.
Utmärkelsen delas i bara en grad: följeslagare (engelska: companion)